# О пропасти и освајању Британије
О пропасти и освајању Британије (лат. De excidio et coquestu Britanniae) је хроника или проповед велшког монаха Гилдаса из средине 6. века, писана на латинском језику. То је најранији писани извор о англосаксонском освајању Британије.

## Позадина
Ако је веровати легенди чији се трагови могу уочити у писаним делима која обрађују ову тему, изгледа да је у кратком периоду безвлашћа које је наступило у Британији након повлачења Римљана, један од ситних провинцијских владара позвао у помоћ Саксоне да би се лакше изборио за превласт. Чињеница је да су германски варвари први пут прегазили Британију између 441. и 443. године. Један део побеђених Брита том приликом прелази морем у тадашњу Арморику, сада Бретању, и оснива у њој своја насеља. Међу те избеглице долази касније Гилда, коме су његови следбеници дали надимак ,, мудри “ (sapiens), монах аристократског порекла и, за своје доба, изузетно образован човек. Он нам је оставио прве податке о освајању Британије, чији је био савременик.

## Дело

### Тема
Гилдино дело О пропасти и освајању Британије (лат. De excidio et coquestu Britanniae), настало око 547. године, писано је по угледу на латинске хришћанске историјске трактате из тог периода какве су писали свети Амброзије, Синесије из Кирене, Силвијан из Марсеља. У тим трактатима се варварски напади објашњавају као казна божја за грехе и пороке Римљана, укључујући ту и хришћане. „ Римљани су против себе самих били гори непријатељи него што су били њихови спољни непријатељи, јер су се сами уништавали још више мада су их варвари већ били сломили “ – пише Силвијан око 440. године. Управо то је тема Гилдиног трактата, који неки сматрају хроником, а који је, у ствари, једна врста проповеди, тзв. хомилија , упућена велшким краљевима, у којој их он огорчено напада због неморала, неслоге и политичке кратковидости, уз много одговарајућих библијских цитата.

### Композиција
Текст су данашњи издавачи поделили на три дела:
- Увод - у коме писац, по обичају онога времена изражава скромност својих могућности и намера,[2]
- Историја - где се, уз одговарајући библијски текст укратко приказује историја Брита до, приближно израчунато, 490. године, тј. битке код Бадона,[2] и
- Епистола или посланица, упућену неименованим краљевима Велса. Ова „епистола“ – која садржи моралне поуке и савете, четвороструко је дужа од „увода“ и „историје“ заједно, а осим тога, из целог текста се види да Гилда није имао намеру да пише историју, јер на много места противуречи сам себи, изоставља мноштво историјских чињеница и, крајње доследно, нигде не спомиње имена. Очигледно је да му та „ историја “ служи само као аргумент за тезу да су Брити властитом лудошћу и таштином прокоцкали свој опстанак на земљи и у „ божјем царству “ које ће уследити, па су стога одговарајуће моралне поуке тема од превасходног значаја.[1]

### Стил
Упркос Гилдином веома емотивном, жучном и на махове хаотичном начину излагања, као и очигледној пристрасности у приказивању догађаја, остаје чињеница да је то једини документ о англосаксонском освајању Британије који је написао савременик тих догађаја, који ипак није могао да измисли нешто чега није било и који је, илуструјући своје аргументе, можда и несвесно забележио понеку легенду од књижевног значаја. Пример: 
,, ... тада стиже изненадна вест да непријатељи са севера намеравају да предузму ново, још страшније освајање. У исто време зараза и помор опустошише земљу. Тада су сви краљеви саветници били заслепљени, као и сам охоли тиранин и позваше стога огавне Саксоне (...) Одговоривши на позив, Саксони стигоше у три брода и у почетку се настанише, по наређењу злосрећног тиранина, у источном делу острва. Њихово успешно досељавање наведе и остале да пођу њиховим путем. Правећи се да ће се упустити у опасне битке у корист Брита, затражише следовања. Пошто су их добили, умукли су неко време, али најзад ипак стадоше да се жале да им је премало дало и запретише, уколико /он/ према њима не буде издашнији, да ће му опустошити целу земљу. А то на крају, уз помоћ нових придошлица и учинише, и опустошише сву земљу, од мора до мора. Неки од становника изгибоше, неки се предадоше у ропство, неки побегоше преко мора, а неки се посакриваше у планинама. “ 
Гилда очигледно не штеди епитете, што му помаже да што боље изрази властити морализаторски став. Реторско набрајање у последњој реченици („ неки... неки “), јасно показује утицај усмене традиције на коју се ослања.